# Rabíndranáth Thákur
Rabíndranáth Thákur (bengálsky রবীন্দ্রনাথ ঠাকুর [robíndronáth thákur], v anglickém přepisu Rabindranath Tagore; 7. května 1861, Kalkata – 7. srpna 1941, Kalkata) byl bengálský básník, prozaik, dramatik, hudební skladatel, malíř, pedagog a filozof, propagátor nezávislosti Indie a indického kulturního dědictví, hlasatel sbližování Východu a Západu, nositel Nobelovy ceny za literaturu z roku 1913. Stal se prvním neevropským držitelem této ceny.

## Život

### Mládí

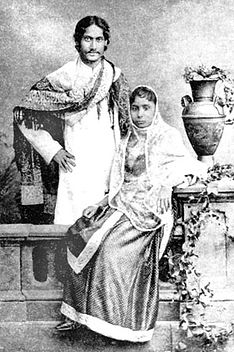
Rabíndranáth Thákur a jeho manželka Mrinalini Devi v roce 1883

Rabíndranáth Thákur se narodil roku 1861 v sídle svých rodičů zvaném Jorasanko v bengálské části Kalkaty jako nejmladší ze čtrnácti dětí. Pocházel z bohaté a prominentní rodiny. Jeho dědeček byl velice bohatý muž, který financoval mnohé veřejné projekty (např. vysokou lékařskou školu v Kalkatě), jeho otec byl náboženský reformátor a učenec. Matka mu zemřela, když byl velmi mladý. Jako dítě žil v literárním, hudebním a divadelním prostředí. Jeho nejstarší bratr byl respektovaný filozof a básník, další bratr talentovaný hudebník a dramatik a jedna z jeho sester byla uznávanou spisovatelkou. Sám Thákur začal psát první básně ve věku osmi let.
Prvního vzdělání se Thákurovi dostalo od domácích vychovatelů. Později navštěvoval několik indických škol (např. Bengálskou akademii, kde studoval historii a kulturu). V mladí se příliš nestýkal se svým otcem, který byl neustále někde na cestách. Roku 1873 však s ním otec podnikl dlouhou několikaměsíční cestu po Indii, při které ho rovněž vzdělával v angličtině, sanskrtu, astronomii a historii. Začátkem října roku 1878 pak Thákur odjel do Anglie studovat práva. Nejprve se zapsal na střední školu v Brightonu a později studoval na univerzitě v Londýně. V roce 1880 však studium ukončil, vrátil se do vlasti a začal pracovat na své básnické sbírce Večerní zpěvy, jejichž zasněná nespokojenost připomíná díla anglického básníka Shelleyho, na svém prvním románu Tržiště mladé královny i na dramatu Génius Válmíkiho. Roku 1883 se oženil s desetiletou Mrinalini Devi Raichaudhuri, se kterou měl dva syny a tři dcery.

### Bengálsko

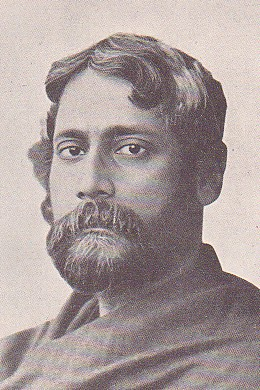
Rabíndranáth Thákur v roce 1905

V letech 1890 až 1901 žil Thákur ve Východním Bengálsku (dnešní Bangladéš), kde se na otcovo přání ujal správy rodinných statků a kde sbíral místní legendy a folklór. V té době byl již autorem mnoha básnických knih a během zdejšího pobytu také napsal padesát devět svých povídek z celkového počtu osmdesáti čtyř, které později vydal v třídílné sbírce Kytice povídek z roku 1912.
V roce 1901 se Thákur odstěhoval do Západního Bengálska na rodinnou usedlost Šantinikétan, aby zde založil ášram (ve starověké Indii označení pro hindskou poustevnu, kde mudrci bydleli v míru a v klidu uprostřed přírody), který by zahrnoval mandir (chrám a modlitebnu), experimentální školu, zahrady, háje stromů a knihovnu. Ale potkaly ho zde tři rodinné tragédie, roku 1902 zemřela jeho manželka a roku 1903 a 1907 dvě z jeho dětí.
V letech 1905–1906 byl Thákur vůdčím představitelem hnutí za zachování jednoty Bengálska, které britští kolonizátoři rozdělili (tehdy ještě neúspěšně) na hinduistickou a muslimskou část (k rozdělení země stejně roku 1947 došlo, když byl z Britské Indie vyčleněn Pákistán). Thákur se však brzy myšlenkově s hnutím, reprezentovaným především Indickým národním kongresem, rozešel. Kongres totiž podle Thákura stavěl zcela jednostranně do popředí vydobytí maximální míry politických a hospodářských práv a svobod a zcela rezignoval na řešení sociálních problémů zejména indického venkova, které Thákur tak důvěrně znal.

### Tvorba v angličtině a Nobelova cena
Díky důkladnému studiu angličtiny se stal pro Thákura tento jazyk v podstatě druhou mateřštinou. Proto v letech 1912–1913 začal Thákur pořizovat formou básní v próze poměrně volný anglický překlad výboru ze své duchovní lyriky, zejména ze sbírky Gítaňdžali, z níž přejal pro překlad také titul. Anglická Gitanjali, která vyšla s předmluvou Williama Butlera Yeatse, se setkala v Evropě i v Americe s takovým ohlasem, že přinesla Thákurovi v roce 1913 jako prvnímu příslušníku asijského národa (a prvnímu neevropskému nositeli tohoto ocenění vůbec) Nobelovu cenu za literaturu. Podle odůvodnění Švédské akademie především (citace) „… pro hloubku a vznešené zaměření jeho básní, pro krásu a svěžest, jež jeho poetický génius skvělým způsobem dovedl uvést ve své vlastní anglické podobě do literatury Západu“. Švédská akademie rovněž konstatovala, že „básníkova motivace zahrnuje v sobě úsilí o smíření dvou sfér civilizace, které jsou si značně vzdáleny, což je především charakteristickým znakem naší současné epochy a co je jejím nejdůležitějším úkolem a problémem“.
Na Gitanjali navázal Thákur roku 1914 dalším svým anglickým překladem, tentokrát svých básní milostných, který vydal pod názvem Zahradník (The Gardener) a který se setkal se stejným ohlasem jako překlad předcházející. Roku 1915 mu byl britským panovníkem Jiřím V. udělen titul rytíře, který Thákur přijal, ale kterého se v roce 1919 vzdal na znamení protestu proti masakru v Amritsaru, kde britské vojenské jednotky zabily téměř čtyři sta účastníků neozbrojeného protestního shromáždění proti represivním zákonům přijatým britskou koloniální správou.

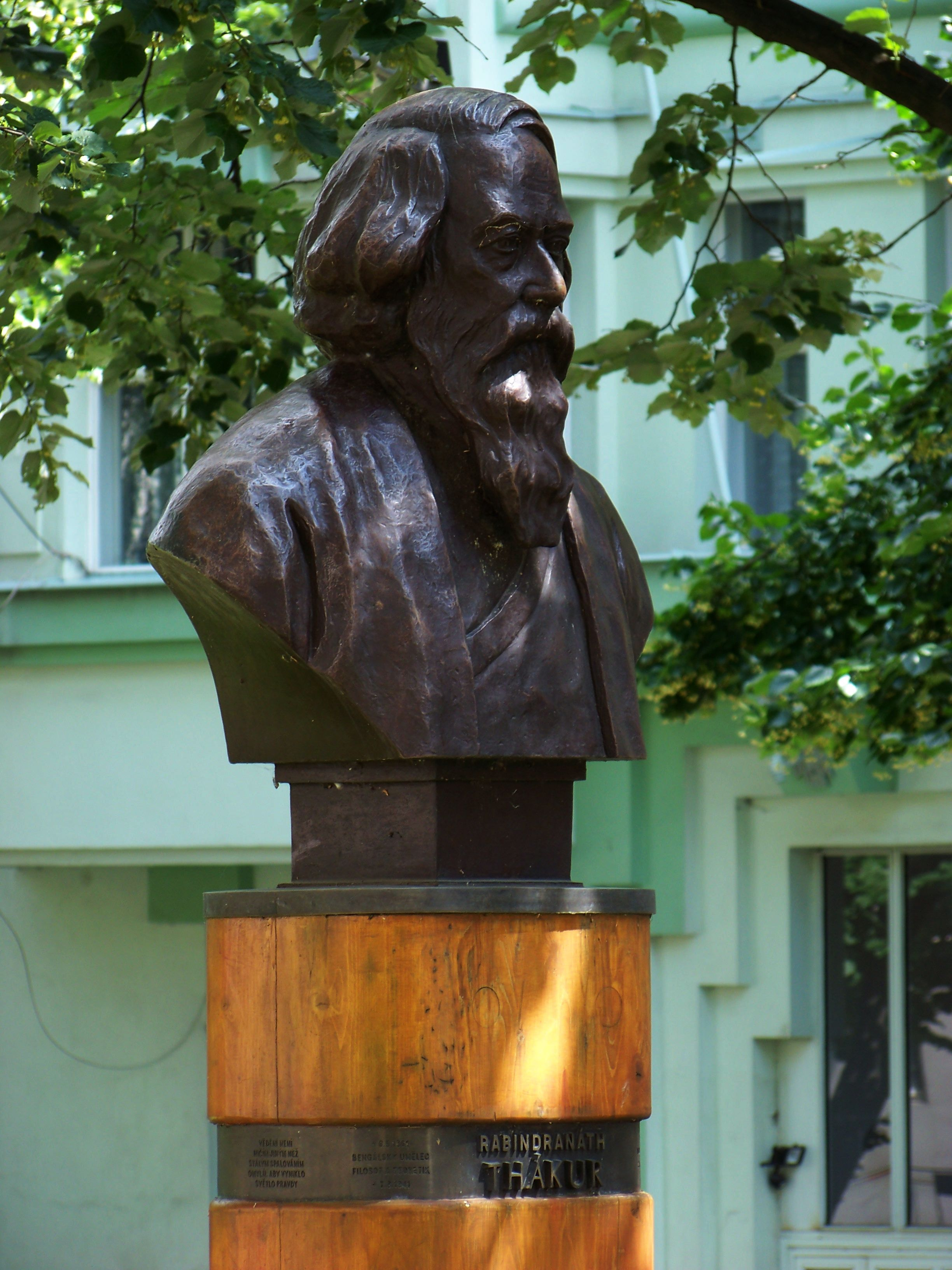
Busta v Thákurově ulici v Praze

Thákur rovněž hodně cestoval. Navštívil více než třicet zemí na pěti kontinentech a setkal se s nejvýznamnějšími osobnostmi tehdejšího světa, mezi nimiž byli např. William Butler Yeats, Ezra Pound, Henri Bergson, Albert Einstein, Robert Frost, Thomas Mann, George Bernard Shaw, Herbert George Wells, Romain Rolland a další). Dvakrát navštívil i Prahu (roku 1921 a 1926) a také zde přednášel. Své anglické přednášky také vydával knižně, uspořádané do tematických sbírek.

### Institut pro venkovskou obnovu

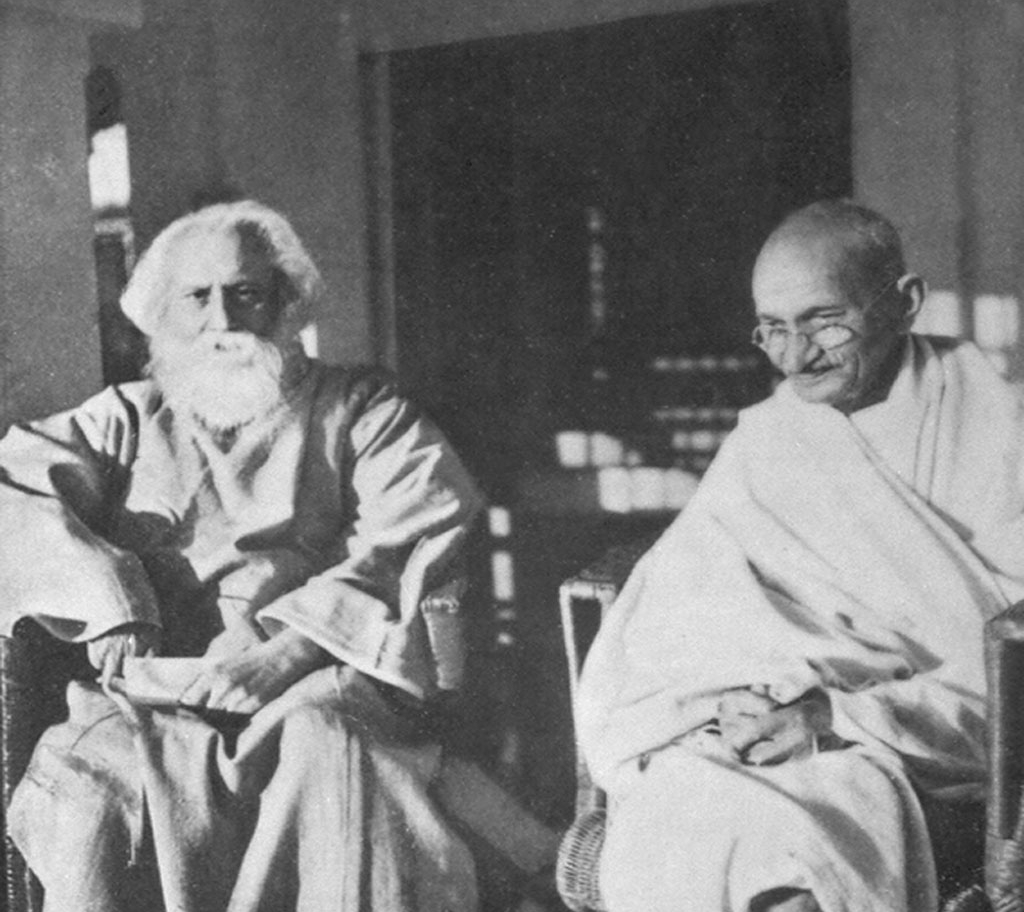
Thákur a Gándí v roce 1940 v Šantinikétanu

V roce 1921 Thákur a zemědělský ekonom Leonard K. Elmhirst zřídili poblíž Šantinikétanu Institut pro venkovskou obnovu jako alternativu k hnutí Mahátmy Gándího, se kterým Thákur nesouhlasil (zejména s bojkotem britského zboží, které mělo přinášet Indii soběstačnost, ale venkovu způsobovalo jen velké problémy). Thákur přesvědčil mnohé vědce a sponzory z různých zemí světa (byl mezi nimi i český pozdější profesor indologie Vincenc Lesný) k účasti na jejich projektu, který měl vytvořit z Institutu vzdělávací místo sloužící k „osvobození vesnice z pout bezmocnosti a nevědomosti posílením znalostí“. Tak byla k původní experimentální škole přičleněna mezinárodní univerzita Višvabháratí a v letech 1922 až 1924 přidáno oddělení hospodářské a umělecko-průmyslové výchovy.

### Pozdní tvorba
Poslední roky Thákurova života byly poznamenány dlouhodobou nemocí, která začala koncem roku 1937, kdy Thákur ztratil na delší dobu vědomí. Básně, které však v těchto letech napsal, patří mezi jeho nejlepší, neboť se v nich projevují myšlenky na blížící se konec života spojené s mysticismem a s hledáním smyslu lidského života.
Rabíndranáth Thákur zemřel roku 1941 v rodinném sídle Josaranko v Kalkatě, v pokoji, který byl jen o patro výše než ten, kde se před osmdesáti lety narodil.

## Dílo
Thákur je dovršitelem moderní indické kulturní renesance, která zapojila indickou literaturu do světového kontextu, aniž ji zbavila nejcennějších rysů jejího tisíciletého odkazu, a dodnes je nejvýznamnějším spisovatelem moderní indické literatury. Napsal víc než 200 knih veršů, dramat, románů, povídkových souborů, esejů a cestopisných črt, z nichž mnohé sám přeložil do angličtiny. V poezii dovedl vyjádřit vlastenecké zanícení, krásu přírody i milostné okouzlení, v pozdější etapě jeho tvorby se pak jeho básně vyznačují duchovní reflexí a hledáním smyslu lidského života. Jeho dramata (z českého pohledu převážně knižní) se vyznačují převahou lyrického prvku a symbolismem. Z Thákurových próz jsou nejcennější jeho povídky, které jsou oproti jeho románům (ve kterých se projevil zejména nedostatek tradice tohoto žánru v indické literatuře) tematicky i formálně dokonalejší. Thákur, který začal psát povídky již roku 1877 (ve svých šestnácti letech), obohatil indickou povídku o nové umělecké postupy (jako je např. hovorový jazyk), rozšířil její tematické okruhy a prohloubil její humanistické tendence. Jeho rozsáhlé literární dílo doplňuje bohatá tvorba hudební (zejména písně a hudebně taneční dramata) a malířská (především z posledního období jeho života). Dvě jeho písně jsou nyní národními hymnami: v Bangladéši Amar Shonar Banglaa (1906, Mé zlaté Bengálsko) a v Indii Jana Gana Mana (1911, Jsi vládce myslí všeho lidu).

#### Básně

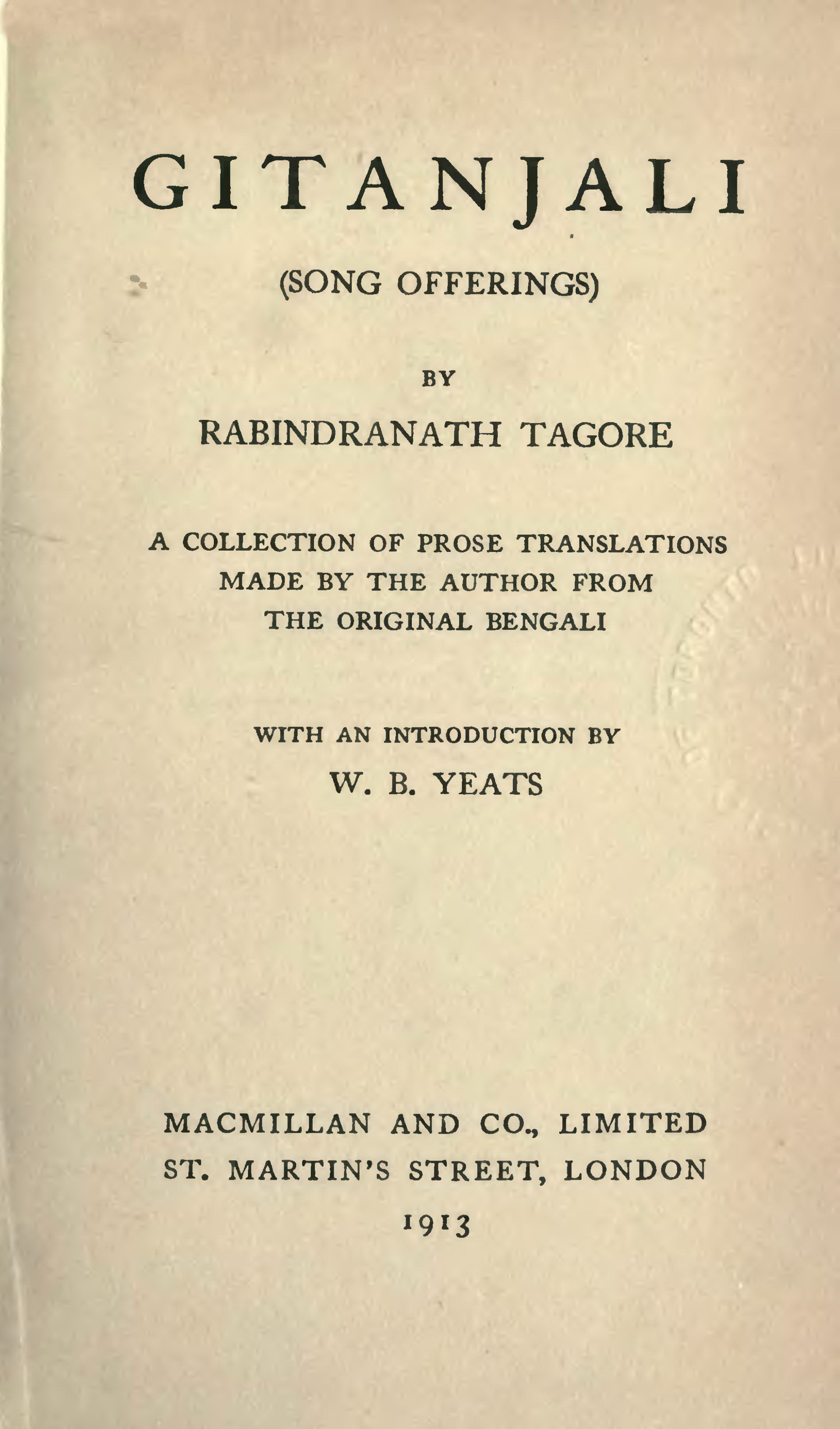
Gitanjali, titulní list prvního anglického vydání z roku 1913

- Sandhyásangít (1882, Večerní zpěvy),
- Prabhátsangít (1883, Jitřní zpěvy),
- Čhabio gán (1883, Obrazy a písně),
- Kari o komal (1887, Tóny vysoké i nízké),
- Manásí (1890, Touha srdce), ponor do světa vlastních představ,
- Sonár tarí (1893, Zlatý člun), básnické vize inspirované voláním tajemné božské podstaty, kterou básník nazývá božstvím života (džíbandebatá) a s níž se cítí mysticky spojen.
- Čitrá (1896, Pestré barvy),
- Čaitály (1896, Pozdní žeň),
- Kaniká (1899, Drobnůstky),
- Kaplaná (1900, Sny),
- Kšaniká (1900, Prchavé chvilky),
- Naibedja (1901, Obětování), sbírka duchovní poezie, v níž se poprvé výrazněji projevuje Thákurova snaha o syntézu hluboké náboženské víry s činorodým vlastenectvím a láskou k životu, světu a člověku.
- Smaran (1903, Vzpomínky), sbírka vyvolaná úmrtím manželky,
- Utsarga (1903, Věnování),
- Šišu (1903, Dítě), první autorova sbírka dětské poezie,
- Kathá a káhiní (1903, Vyprávění a historky),
- Khejá (1906, Přívoz),
- Gítaňdžali (1910, Oběť písní), duchovní poezie,
- Gitanjali (1913), autorův vlastní anglický překlad jeho sbírky duchovní poezie,
- The Gardener (1914, Zahradník), autorův vlastní anglický překlad výboru ze své milostné poezie,
- Gítabitán (1914, Věnec písní), sbírka obsahuje mimo jiné vlastenecké písně z let 1905–1906 napsané v období boje proti rozdělení Bengálska britskými kolonizátory.
- Báláká (1916, Labuť),
- Fruit-Gathering (1916, Česání ovoce) – anglicky,
- Palátaké (1918, Uprchlice),
- The Fugitive (1921, Uprchlice) – anglicky,
- Šišu Bholánáth (1922, Dítě Rozoumek), druhá autorova sbírka dětské poezie, básnické přetlumočení chlapeckých a dívčích myšlenek, nápadů a malých dětských starostí.
- Purabí (1925), kytice příležitostných básní z cesty po Evropě a Jižní Americe (sbírka je pojmenovaná podle jedné z indických hudebních tónin),
- Mahujá (1929), erotické básně s reflexivním nádechem (název sbírky je jméno stromu s bohatou květenou a sladkým ovocem),
- Banabání (1930, Hlas háje), sbírka básní o stromech, keřích a květinách,
- Parišeš (1932, Konec), melancholické básně, v nichž se chce již loučit s básnickou činností,
- Punašča (1932, A opět), básně napsané ve volném verši,
- Bičitritá (1933, Různosti), lyrické obrázky,
- Sphulinga (1933, Jiskry), soubor básníkových drobných básní a aforismů,
- Šešsaptak (1933, Posledních sedm), básně s filozoficko-reflexivními tóny,
- Bíthiká (1935, Alej), kontemplativní lyrika,
- Patraput (1936, Náruč listí), sbírka šestnácti teskných básní,
- Prántik (1937, Na okraji),
- Seďžuti (1938, Večerní lampa),
- Nabadžátak (1940, Novorozeně),
- Džanmadine (1941, V den narozenin),

#### Prózy

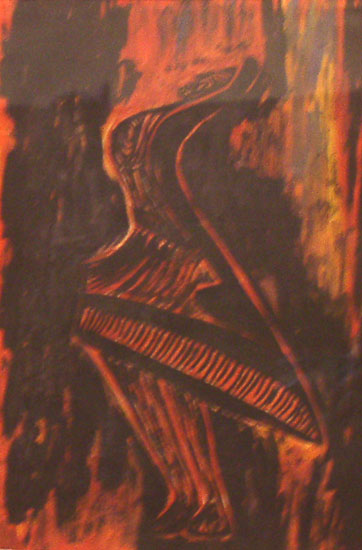
Tančící dívka, obraz od Rabíndranátha Thákura

- Bau-thákuránír hár (1881, Tržiště mladé královny), historický román
- Rádžarši (1887, Král světec), román, kritika zneužívání náboženské víry lidu pro sobecké zájmy jednotlivce.
- Čokher báli (1903, Sůl v očích), román, ve kterém Thákur ukazuje, jak mocného sebezapření je schopna duše ženy.
- Naukádubi (1904, Ztroskotání), román s reformátorskými tendencemi,
- Gora (1910), vrcholný autorův román (jak po stránce obsahové tak i formální), zobrazující nábožensko-sociální rozpory tehdejší indické společnosti. Na pozadí kastovního systému a náboženského sektářství se odehrává milostný příběh, jehož hrdinové jsou vydáni na pospas předsudkům a lidské hlouposti.
- Čhinnapatra (1912, Roztrhané dopisy), dopisy v podobě svěžích venkovských obrázků, ve kterých popisoval svým přátelům dojmy ze svého pobytu ve Východním Bengálsku.
- Galpagučha (1912, Kytice povídek), třísvazková sbírka autorových povídek,
- Jivansmriti (1912, Mé vzpomínky), autobiografická próza,
- Sadhana (1913, Naplnění života), soubor nábožensko-filozofických úvah, které Thákur anglicky přednesl v zimě 1912–1913 ve Spojených státech a na jaře roku 1913 v Anglii.
- Čaturanga (1914, Čtyři obrazy), román zobrazující konflikt mezi ateismem, ortodoxním hinduismem a exaltovaným višnuismem.
- Ghare báire (1916, Domov a svět), román kritizující tehdejší bengálské vlastenecké hnutí, které za demagogickými frázemi o svobodě skrývá nechuť řešit sociální problémy Indie.
- Nationalism (1917, Národnost), soubor anglických přednášek,
- Personality (1917, Osobnost), soubor anglických) přednášek,
- Creative Unity (1922, Tvořivá jednota), soubor anglických přednášek,
- Lipiká (1922, Črty), soubor autorových črt,
- Šešer kabitá (1928, Poslední báseň), psychologický román,
- Džogádžog (1928, Spojení a rozloučení), generační román s motivem úpadku zemědělské aristokracie, sága bengálského života.
- Samúha (1929, Sbírka), sborník článků a esejí,
- Rášiar čithi (1931, Dopisy o Rusku), autorovy poznámky z návštěvy v Sovětském svazu v roce 1930, ve kterých popisuje sovětské budovatelské úspěchy. Podle interview, které poskytl při této návštěvě listu Izvestije (a které nebylo otištěno), oceňoval Thákur sice velké ideje socialistické revoluce, ale současně kritizoval metody jejich uskutečňování: „Ptám se vás, prokazujete dobrou službu svému ideálu, když zaséváte hněv, třídní nenávist a pomstychtivost vůči každému, kdo se neztotožňuje s vaším ideálem a koho považujete za svého nepřítele?… Tam, kde myšlenky mají svobodu, tam musí být i nesouhlas. Jestliže máte před sebou úlohu, která se dotýká celého lidstva, musíte v zájmu tohoto žijícího lidstva uznat existenci odlišných názorů…“.
- Religion of Man (1931, Náboženství člověka), soubor anglických přednášek, v nichž se probírá podstata lidského určení, význam lidského života na tomto světě a spolupráce člověka s božskou bytostí, která netrůní podle Thákurova názoru na nebesích, nýbrž existuje v tomto světě, v nás i ve všech věcech.
- Dui bon (1932, Dvě sestry), psychologický román,
- Málanča (1933, Květinová zahrada), psychologický román s motivem chvály poklidného života na venkově.
- Čár adhjáj (1934, Čtyři kapitoly), poslední Thákurův román zasazený do prostředí bengálských teroristů, k nimž autor nemá mnoho sympatií pro jejich neúčinnou tlachavost a naprostou odtrženost od skutečných potřeb země.
- Visva-Parichay (1937), sbírka esejí,
- Čhelebela (1940, Mé dětství), autobiografická próza,
- Tin sanghí (1940, Tři přátelé), tři novely,
- Galpasalpa (1941, Povídačky), soubor dětských vyprávění.

#### Dramata
- Valmíki Pratibha (1881, Génius Válmíkiho),
- Rádžá ó rání (1889, Král a královna), vášnivá tragédie,
- Visarjan (1890, Oběť),
- Čintrángadá (1891),
- Rádžá (1910, Král temné komnaty),
- Ačalájatan (1911, Nehybná tvrz),
- Dákghar (1912, Poštovní úřad),
- Muktadhárá (1922, Volný tok),
- Rathdžátrá (1922, Cesta vozu), první verze dramatu Vůz času,
- Raktakarabí (1924, Rudé oleandry),
- Šódh bódh (1926, Účtování),
- Kálér džátrá (1932, Vůz času), konečná verze dramatu z roku 1922.

## Česká vydání
- Ukázky poesie i prosy, Orientální bibliotéka, Praha 1914, překlad Vincenc Lesný
- Gitándžali, J. Šnajdr, Kladno 1914, překlad František Balej, v tomto překladu vydalo tuto knihu toto nakladatelství ještě roku 1918, 1924 a 1947 a nakladatelství R. K. Lukášek v Trutnově roku 1990
- Přibývající měsíc, B. Kočí, Praha 1915, překlad Věra Stephanová, v tomto překladu vydalo tuto knihu toto nakladatelství ještě roku 1920
- Sádhaná, J. Šnajdr, Kladno 1916, překlad František Balej, v tomto překladu vydalo tuto knihu toto nakladatelství ještě roku 1918 a 1920 a pod názvem Naplnění života roku 1997 nakladatelství Eugenika v Bratislavě
- Zahradník, J. Otto, Praha 1916, překlad Věra Stephanová
- Zahradník, J. Šnajdr, Kladno 1917, překlad František Balej, v tomto překladu vydalo tuto knihu toto nakladatelství ještě roku 1922, 1929, 1931 a 1947
- Povídky, Toužimský a Moravec, Praha 1919, překlad Josef Trumpus
- Domov a svět, Josef R. Vilímek, Praha 1920, překlad Antonín Klášterský
- Král temné komnaty, J. Šnajdr, Kladno 1920, překlad František Balej a Vincenc Lesný
- Nacionalism, J. Šnajdr, Kladno 1921, překlad Ema a Vasil K. Škrachovi
- Nacionalism západu, Pelcl, Praha 1921, překlad L. Haut
- Poštovní úřad, J. Šnajdr, Kladno 1921, překlad Jarmil Krecar
- Záblesky z bengálska, Alois Srdce, Praha 1921, překlad L. Vojtik
- Česání ovoce, Alois Srdce, Praha 1923, překlad L. Vojtik, v tomto překladu vyšla kniha ještě roku 1995 v olomouckém nakladatelství Votobia
- Čitra, Zátiší B.M. Klika, Praha 1924, překlad Věra Kliková
- Volný tok, J. Šnajdr, Kladno 1924, překlad Vincenc Lesný
- Ztroskotání, J. Šnajdr, Kladno 1924, překlad Milada Krausová-Lesná
- Dárek z lásky, J. Šnajdr, Kladno 1925, překlad J. Hecht, v tomto překladu vydalo toto nakladatelství tuto knihu ještě roku 1947
- Povídka o papouškovi, Arthur Novák, Praha 1925, překlad Vincenc Lesný
- Črty, J. Šnajdr, Praha 1926, překlad Vincenc Lesný
- Gora, J. Šnajdr, Kladno 1926, překlad Milada Lesná-Krausová
- Přibývající měsíc, J. Šnajdr, Kladno 1936
- Poslední noc, Nakladatelské družstvo Máje, Praha 1938, překlad Vincenc Lesný
- Pouť za člověkem , SNKLHU, Praha 1954, překlad Dušan Zbavitel, jednosvazkový výbor z díla
- Básně a veršovaná dramata, SNKLU, Praha 1956, překlad Vincenc Lesný a Dušan Zbavitel, první svazek třídílného výboru z díla
- Gora, Dvě sestry, SNKLU, Praha 1959, překlad Dušan Zbavitel, druhý svazek třídílného výboru z díla
- Povídky, essaye a projevy, SNKLU, Praha 1960, překlad Dušan Zbavitel, třetí svazek třídílného výboru z díla
- Poslední báseň, SNKLU, Praha 1961, překlad Dušan Zbavitel, tuto knihu v tomto překladu vydalo ještě nakladatelství Vyšehrad roku 2000
- Věnec povídek, SNDK, Praha 1962, překlad Dušan Zbavitel a další, výbor jedenácti povídek
- Země karet, NČSVU, Praha 1962, překlad Dušan Zbavitel, divadelní hra
- Zahradník, SNKLU, Praha 1966, překlad Dušan Zbavitel, v tomto překladu vydalo tuto knihu ještě nakladatelství Mladá fronta roku 1999.
- Gítáňdžali, Supraphon, Praha 1973, překlad Dušan Zbavitel, v tomto překladu vydalo tuto knihu ještě nakladatelství Odeon roku 2000

- Volný tok, DILIA, Praha 1973, překlad Jaroslav Pokorný a Mahinder Singh
- Muž a žena, Odeon, Praha 1976, překlad Dušan Zbavitel, sedm novel o lásce a manželství (vydáno ještě roku 2000 v nakladatelství Vyšehrad)
- Světlušky, Stratos, Praha 1994, překlad Josef Brožek a Simona Hoskovcová
- Duch svobody, Vyšehrad, Praha 1995, překlad Dušan Zbavitel, myšlenky, úvahy a vzpomínky
- Sádhaná, Vyšehrad, Praha 1999, překlad Hana Preinhaelterová
- Na břehu řeky Zapomnění, BB art, Praha 2005, překlad Dušan Zbavitel